# 駒田隼也
駒田 隼也（こまだ じゅんや、1995年1月25日 - ）は、日本の小説家。

## 略歴

### 概要
京都府京都市生まれ。京都造形芸術大学（現・京都芸術大学）文芸表現学科卒。
2025年（令和7年）に「鳥の夢の場合」で第68回群像新人文学賞を受賞。同年、同作で第173回芥川龍之介賞候補となる。

## 単行本

### 小説
- 『鳥の夢の場合』（講談社、2025年7月）